# Aki Kiyohara
 (mai 2014).
Si vous disposez d'ouvrages ou d'articles de référence ou si vous connaissez des sites web de qualité traitant du thème abordé ici, merci de compléter l'article en donnant les références utiles à sa vérifiabilité et en les liant à la section « Notes et références ».
Aki Kiyohara (清原亜希, Kiyohara Aki, née le 14 avril 1969) est un mannequin et modèle, qui débute en 1985 en tant qu'idole japonaise sous son vrai nom, Aki Kimura (木村亜希, Kimura Aki), en tant que membre du groupe féminin Seventeen Club aux côtés de Shizuka Kudō et Shōko Morioka. Le trio se sépare après deux singles, et elle change de nom pour commencer une carrière de mannequin, apparaissant dans de nombreuses campagnes publicitaires[Lesquelles ?].